# Steve Tracy
Steve Tracy, pseudonimo di Steven Crumrine (Canton, 3 ottobre 1952 – Tampa, 27 novembre 1986), è stato un attore statunitense.
È conosciuto soprattutto per il ruolo di Percival Dalton nella serie La casa nella prateria.

## Biografia
Figlio di Carl Elwood Crumrine, nacque in una famiglia irlandese-tedesca. Frequentò la Kent State University a Kent, in Ohio, e successivamente il Dipartimento di Teatro del Los Angeles City College a Los Angeles, così come l'Harvey Lembeck Comedy Workshop.
Tracy è conosciuto soprattutto per il ruolo ricorrente di Percival Dalton nella serie televisiva La casa nella prateria, andata in onda nei primi anni 1980. Dopo la fine della serie, Tracy mantenne un rapporto di amicizia con Alison Arngrim che, nella serie, interpretava sua moglie; durante la serie, ci furono voci che vi fosse una relazione tra i due, sebbene entrambi avessero negato.
Apparve in diversi film e serie televisive tra il 1977 e il 1986, tra cui Quincy, Desperate Moves, I Jefferson, National Lampoon Class Reunion e Cercasi moglie disperatamente.
Tracy morì nel 1986 per complicazioni legate all'AIDS. Le sue ceneri furono sparse sotto l'insegna di Hollywood nelle Hollywood Hills, Los Angeles, sotto la lettera "D".

## Filmografia parziale

### Cinema
- Heavy Equipment, regia di Tom DeSimone (1977)
- Beneath the Valley of the Ultra-Vixens, regia di Russ Meyer (1979)
- Il rollerboy (Desperate Moves), regia di Ovidio G. Assonitis (1980)
- Riunione di classe (Class Reunion), regia di Michael Miller (!982)
- Cercasi moglie disperatamente (Say Yes), regia di Larry Yust (1986)

### Televisione
- James (James at 15) - serie TV, 1 episodio (1978)
- Quincy (Quincy, M.E.) - serie TV, episodi 4x14-4x15 (1979)
- La casa nella prateria (Little House on the Prairie) - serie TV, 11 episodi (1980-1981)
- I Jefferson (The Jeffersons) - serie TV, 1 episodio (1982)
- Un salto nel buio (Tales from the Darkside) - serie TV, episodio 3x12 (1987)

## Doppiatori italiani
Nelle versioni in italiano delle opere in cui ha recitato, Steve Tracy è stato doppiato da:
- Enrico Carabelli in I Jefferson
- Guido De Salvi in La casa nella prateria